# KSR-II

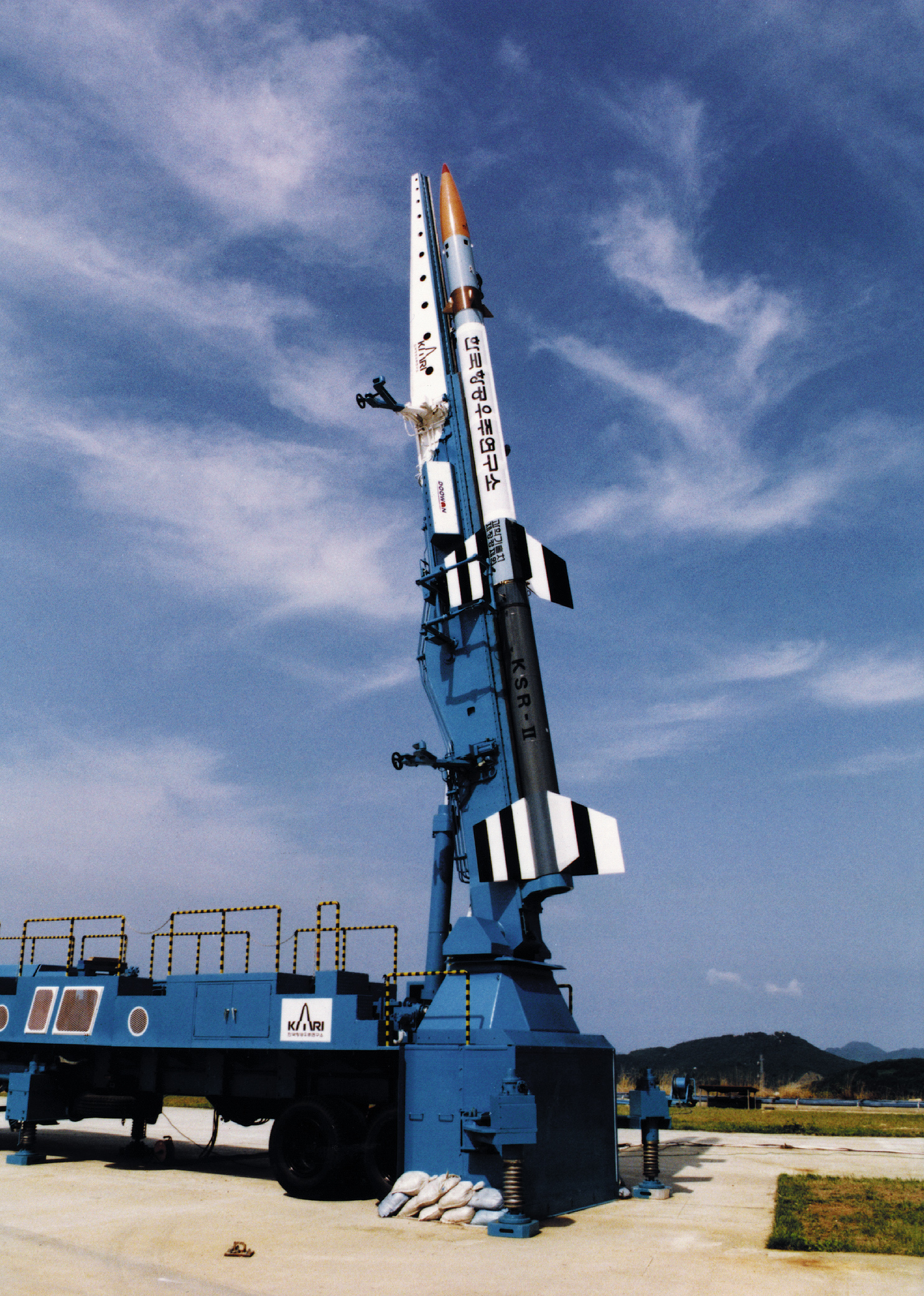
발사대에 장착된 KSR-II

KSR-II는 대한민국이 발사한 2단 고체연료 관측 로켓이다. KSR-I이 1993년 3월과 9월 2회 발사된 것처럼, KSR-II도 로켓 2개를 제작하여, 1997년과 1998년 2회 발사했다.

## 역사
1993년 6월 3일, 한국항공우주연구소는 1996년에 2단 로켓인 KSR-2를 발사할 계획이다. 중량 2톤, 길이 10.35 m, 탑재물 150 kg, 비행시간 8분 10초, 고도 258 km, 비행거리 125 km이다. 추력은 1단 23톤, 2단 10톤이다. KSR-1는 추력 8.7톤이었다.
1997년 7월 9일 오전 10시 20분, 서해안 태안반도 안흥종합시험장에서 KSR-2 과학로켓을 최초발사했다. 한국항공우주연구소(소장 장근호)는 과학로켓이 148 km까지 도달해 378초 동안 비행한 뒤 서해안의 목표지점에 정확하게 떨어졌다고 발표했다. 총 52억원의 예산이 투입되었다.

## 최고고도
언론보도에 따르면, KSR-II의 최고고도는 258 km, 160 km, 151 km, 137km라는 식으로, 시간이 지나면서 점점 최고고도가 낮아졌다.
KSR-I의 최고고도가 66.7km인데 비해 KSR-II는 258km다. 엔진 추력이 1단 23톤, 2단 10톤으로 KSR-I의 8.7톤 보다 4배 정도 강력하기 때문이다. 대전엑스포에 전시될 예정인 KARI 마크가 선명한 KSR-II의 사진이 보도되었다.
KSR-II는 151.5km까지 상승하여 국내 최초로 우주 X선을 관측했다. KSR-I의 최고고도는 50 km 미만이어서 성층권의 오존 측정만 가능했다. KSR-II는 KSR-I과 달리 페어링을 적용했다. KARI의 연구책임자 문신행 박사는 KSR-I에 비해 추력이 2배라고 말했다.
1998년 6월 11일 10시에는 KARI가 주관하여 안흥시험장에서 발사에 성공했다. 79도로 발사되어 발사 10초 후 1단 로켓이 분리되었으며, 고도 137.2km에 도달한 후 123.9km를 비행해 서해에 떨어졌다. 1997년 발사 당시엔 발사 20초만에 통신이 두절되었다.

## 새로운 기술
KSR-II는 추력편향 기술, 2단 분리 기술의 개발 성공에 큰 의미가 있다. 추력편향 기술에 의해 KSR-2가 서해상의 정확한 지점에 떨어지도록 유도하는데 성공했다고 보도되었다.

## 탄도미사일
Jane's Strategic Weapons Systems는 "미확인 보고서는 KSR-II가 사거리 900km의 전역탄도미사일로 전용될 수 있을 것으로 추측한다."고 보도했다.
통상 사거리 300 km 탄도미사일은 고도 80 km까지, 500 km는 150 km, 1000 km는 270 km까지 올라간 뒤 포물선을 그리며 자유낙하한다. 통상 사거리 600 km 이상인 탄도 미사일에는 대기권 재진입 기술이 필수적이다.

## 일본
2018년 2월 3일, 일본은 2단 고체연료 SS-520 로켓을 발사했다. 5회째 발사이며, 최초로 4 kg 나노위성을 지구 저궤도에 올리는데 성공했다. 최초 발사는 1998년 2월 5일 발사했다. 준궤도 관측로켓으로 발사할 경우, 140 kg 화물을 800 - 1000 km 고도까지 올릴 수 있다. 최초 발사일과 2단 고체연료 로켓인 점, 무게 등이 한국 과학로켓 2호와 거의 똑같다. 따라서, 한국도 연료량을 좀 늘리면 4 kg 인공위성을 발사할 수 있을 것으로 추정된다.
- 길이: 9.54 m
- 무게: 2.6 톤
- 직경: 52 cm
- 화물: 4 kg

## 제원
- 탑재물 중량: 150 kg
- 최고고도: 160 km ~ 258 km
- 추력: 8769kgf(86 kN) ~ 33000kgf
- 총중량: 2000 kg
- 직경: 0.42m
- 길이: 11.04m

## 같이 보기
- KSLV-I
- KSR-I
- KSR-III
- 대한민국의 탄도유도탄 개발사
- SS-520 로켓 - 일본의 유사한 관측로켓